# Vitamina

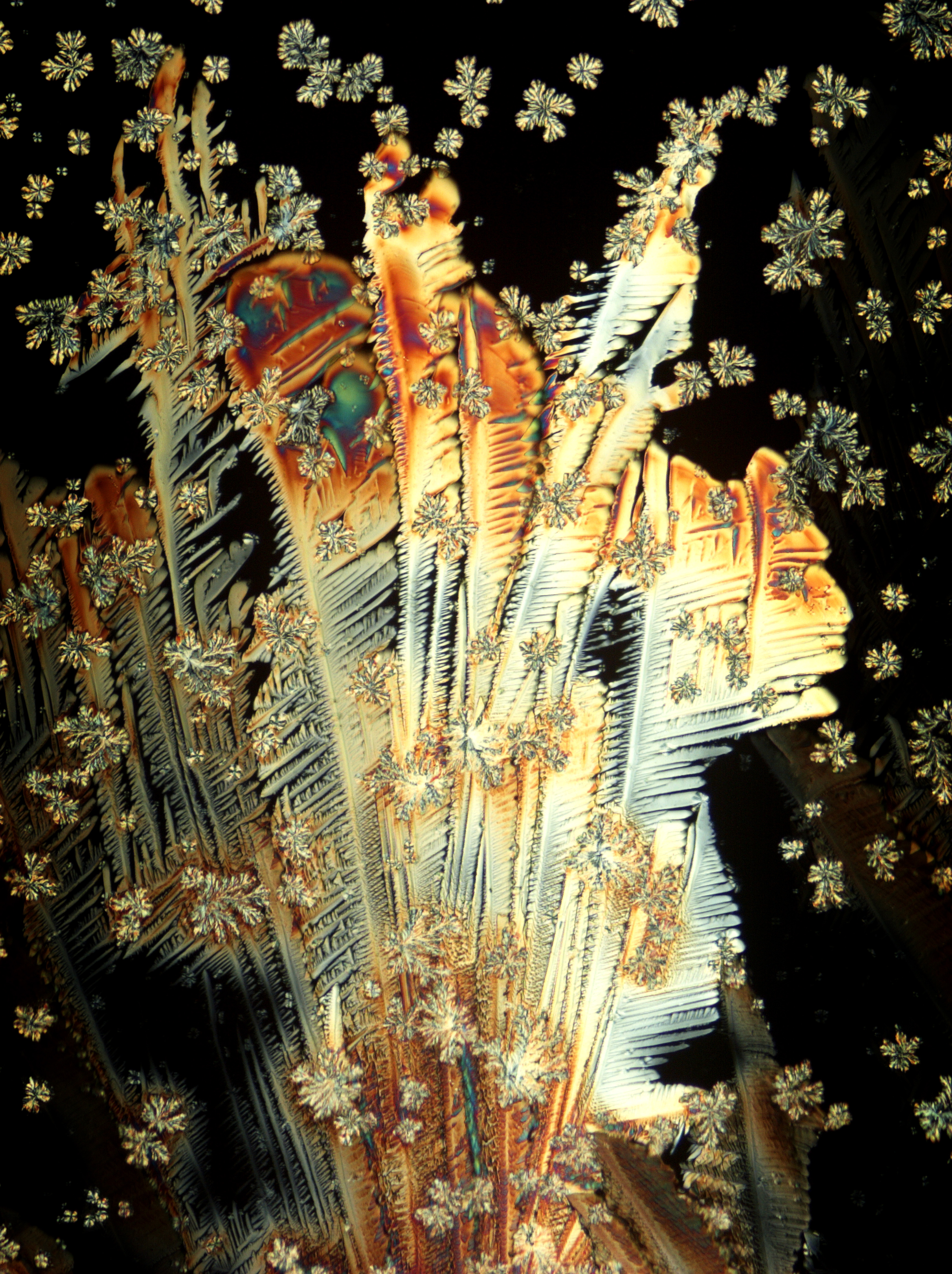
Cristais de ácido ascórbico, ou vitamina C

Vitaminas são compostos orgânicos e nutrientes essenciais de que o organismo necessita em pequenas quantidades para o normal funcionamento do seu metabolismo. Um determinado composto químico orgânico é denominado vitamina quando o organismo não consegue sintetizá-lo em quantidades suficientes para o bom funcionamento, devido a isso, faz-se necessária a ingestão (das vitaminas) através da dieta. Assim, o que é "vitamina" para uns organismos, pode não ser para outros. Por exemplo; o ácido ascórbico, uma forma de vitamina C, é uma vitamina para os seres humanos, mas não tem o mesmo valor para a maior parte dos animais.
Vale a pena citar que a suplementação de vitaminas é importante no tratamento de alguns problemas de saúde. No entanto, há poucas evidências de benefícios nutricionais quando usadas por pessoas saudáveis.
Por convenção, o termo "vitamina" não inclui nem outros nutrientes essenciais, como os sais minerais, ácidos gordos essenciais ou aminoácidos essenciais (que são necessários em maior quantidade do que as vitaminas), nem o grande número de outros nutrientes que promovem a saúde, mas são necessários em menor frequência para manter a saúde do organismo. Atualmente são reconhecidas treze vitaminas. Elas são classificadas de acordo com a sua atividade biológica e química. Desse modo, cada vitamina refere-se a uma série de compostos vitâmeros que mostram a atividade biológica associada a uma determinada vitamina. Cada conjunto desses compostos químicos é agrupado num título de descritor genérico ao qual é atribuída uma letra. Por exemplo, a vitamina A inclui os compostos retinal, retinol e quatro carotenoides conhecidos. Estes vitâmeros são convertidos para a forma ativa da vitamina no corpo e, por vezes, são conversíveis entre si.
As vitaminas têm várias funções bioquímicas. Algumas, como a vitamina D, têm funções semelhantes às hormonas enquanto reguladoras do metabolismo mineral, do crescimento celular e diferenciação dos tecidos. Outras, como a vitamina E ou a C, atuam como antioxidantes. As vitaminas do complexo B, o maior grupo de vitaminas, funcionam como precursoras dos cofatores enzimáticos, que ajudam as enzimas na sua função de catálise metabólica. Nesta função, as vitaminas podem ligar-se firmemente às enzimas como parte de grupos prostéticos. Por exemplo, a biotina faz parte das enzimas envolvidas na produção de ácidos gordos. Também podem se ligar, de forma menos firme, a catalisadores enzimáticos como as coenzimas – moléculas desvinculáveis que transportam grupos químicos ou eletrões entre moléculas. Para ilustrar, o ácido fólico pode transportar nas células os grupos metil, aldeído e metileno. Embora estas funções na assistência de reações enzimáticas sejam as mais conhecidas, as outras funções são igualmente importantes.
Até o século XX, as vitaminas eram obtidas exclusivamente a partir dos alimentos. Por isso, as estações de cultivo tinham um impacto profundo na dieta e geralmente alteravam de forma significativa o tipo e quantidade de vitaminas ingeridas. Na década de 1930, começaram a ser comercializados os primeiros suplementos de vitaminas D e C. Na segunda metade do século, passaram a estar amplamente disponíveis suplementos multivitamínicos sintéticos e acessíveis. O estudo do papel desempenhado na saúde ou o estudo das estruturas das vitaminas e das funções é denominado vitaminologia.

## Classificação
As vitaminas são classificadas como hidrossolúveis ou lipossolúveis, dependendo se se dissolvem na água ou em lípidos. Nos seres humanos existem 13 vitaminas, das quais quatro são lipossolúveis (A, D, E e K) e nove são hidrossolúveis (as 8 vitaminas B e a vitamina C). As vitaminas hidrossolúveis dissolvem-se facilmente na água e, em geral, são rapidamente excretadas pelo corpo, ao ponto de o débito urinário ser um indicador do consumo de vitaminas. No entanto, uma vez que estas vitaminas não são armazenadas com facilidade, é importante que sejam ingeridas de forma consistente. Muitos tipos de vitaminas hidrossolúveis são sintetizadas por bactérias. As vitaminas lipossolúveis são absorvidas no trato intestinal com a ajuda de lípidos. Estas vitaminas são mais facilmente armazenadas no corpo, pelo que é mais provável causarem hipervitaminose do que as proteínas hidrossolúveis. Cada vitamina é geralmente usada em várias reações, pelo que a maior parte tem diversas funções. Esta é uma lista das vitaminas humanas:
| Descritor genérico da vitamina | Denominação do vitâmero (lista incompleta)                     | Solubilidade | Ingestão diária recomendada (homens, 19–70 anos) | Doença por insuficiência                                                                          | Ingestão máxima tolerável (UL/dia) | Doença por sobredosagem                                               | Fontes alimentares |
| ------------------------------ | -------------------------------------------------------------- | ------------ | ------------------------------------------------ | ------------------------------------------------------------------------------------------------- | ---------------------------------- | --------------------------------------------------------------------- | --- |
| Vitamina A                     | Retinol, retinal, e quatro carotenoides incluindo betacaroteno | Lípidos      | 900 µg                                           | Nictalopia, Hiperqueratose e queratomalácia                                                       | 3 000 µg                           | Hipervitaminose A                                                     | Queijo, ovos, peixes gordos, cremes vegetais, leite, iogurte, fígado, fontes de betacarotenos como espinafre, cenoura, batata-doce ou pimento, e fruta amarela como a manga, papaia e damasco |
| Vitamina B1                    | Tiamina                                                        | Água         | 1,2 mg                                           | Beribéri, Síndrome de Wernicke-Korsakoff                                                          | N/D                                | Sonolência ou relaxamento dos músculos em doses elevadas.             | Ervilhas, fruta, ovos, pão integral, fígado, alguns cereais de pequeno-almoço enriquecidos |
| Vitamina B2                    | Riboflavina                                                    | Água         | 1,3 mg                                           | Arriboflavinose, Glossodínia, Quelite angular                                                     | N/D                                |                                                                       | Lacticínios, ovos, aveia, carne de vaca, cogumelos, iogurte magro, arroz e alguns cereais de pequeno-almoço enriquecidos                                                                      |
| Vitamina B3                    | Niacina, nicotinamida                                          | Água         | 16,0 mg                                          | Pelagra                                                                                           | 35,0 mg                            | Lesões no fígado (doses > 2g/dia) e outros problemas                  | Carne, peixe, ovos, leite, farinha de trigo |
| Vitamina B5                    | Ácido pantoténico                                              | Água         | 5,0 mg                                           | Parestesia                                                                                        | N/D                                | Diarreia, náuseas e azia                                              | Carne de frango e de vaca, batata, papa, tomate, rim, ovos, bróculos, cereais integrais |
| Vitamina B6                    | Piridoxina, piridoxamina, piridoxal                            | Água         | 1,3–1,7 mg                                       | Anemia neuropatia periférica.                                                                     | 100 mg                             | Debilitação da propriocepção, lesões nos nervos (doses > 100 mg/dia)  | Carne de porco e de aves, peixe, pão, cereais integrais, ovos, legumes, sementes de soja, amendoim, leite, batata e alguns cereais de pequeno-almoço enriquecidos                             |
| Vitamina B7                    | Biotina                                                        | Água         | 30,0 µg                                          | Dermatite, enterite                                                                               | N/D                                |                                                                       | N/D |
| Vitamina B9                    | Ácido fólico, ácido folínico                                   | Água         | 400 µg                                           | Anemia megaloblástica e associação com doenças congénitas, como defeitos do tubo neural           | 1 000 µg                           | Pode ocultar sintomas de deficiência de vitamina B12; outros efeitos. | Brócolos, couve-de-bruxelas, fígado (a evitar durante a gravidez), legumes verdes folhosos como couves e espinafres, grão-de-bico e cereais de pequeno almoço enriquecidos com ácido fólico   |
| Vitamina B12                   | Cianocobalamina, hidroxocobalamina, metilcobalamina            | Água         | 2,4 µg                                           | Anemia megaloblástica                                                                             | N/D                                | Erupções cutâneas do tipo acne (causalidade desconhecida).            | Carne, salmão, bacalhau, leite, queijo, ovos e alguns cereais de pequeno almoço enriquecidos                                                                                                  |
| Vitamina C                     | Ácido ascórbico                                                | Água         | 90,0 mg                                          | Escorbuto                                                                                         | 2 000 mg                           | Cálculos renais, litíase                                              | Laranjas e sumo de laranja, pimento, morango, groselha negra, brócolos, couve-de-bruxelas, batata                                                                                             |
| Vitamina D                     | Colecalciferol (D3), ergocalciferol (D2)                       | Lípidos      | 10 µg                                            | Raquitismo e osteomalacia                                                                         | 50 µg                              | Hipervitaminose D                                                     | Peixes gordos como o salmão, sardinha, arenque e cavala; carne vermelha, fígado, gema de ovo, alimentos enriquecidos com vitamina D                                                           |
| Vitamina E                     | Tocoferois, Tocotrienois                                       | Lípidos      | 15,0 mg                                          | Bastante rara; infertilidade em homens e aborto em mulheres; Anemia hemolítica em recém-nascidos. | 1 000 mg                           | Aumenta o risco de doenças cardiovasculares                           | Óleos vegetais como o de soja, milho e azeite; nozes, sementes e gérmen de trigo |
| Vitamina K                     | Filoquilina, menaquinonas                                      | Lípidos      | 120 µg                                           | Diátese hemorrágica                                                                               | N/D                                | Aumenta a coagulação em pacientes que tomam varfarina.                | Hortícolas como os brócolos ou espinafre, óleos vegetais, cereais |

### Vitamina A
A vitamina A é um grupo de compostos orgânicos não saturados, entre os quais retinol, retinal, ácido retinoico e vários carotenoides provitamina A. Os carotenoides são substâncias presentes nas plantas que podem ser convertidas pelo corpo em vitamina A. Existem mais de 500 carotenoides conhecidos, dos quais o mais comum é o betacaroteno. A vitamina A tem várias funções: é essencial para o crescimento e desenvolvimento, para a formação e manutenção dos dentes, ossos, tecidos moles, membranas mucosas e pele, para a manutenção do sistema imunitário e para uma visão saudável, sobretudo com baixa luminosidade.
A retina do olho necessita de vitamina A na forma de retinol, que se combina com a proteína opsina para formar rodopsina, a molécula responsável pela absorção de luz. O ácido retinoico é uma forma oxidada de retinol, que é um importante fator de crescimento de várias células, principalmente de células epiteliais. Os betacarotenos são antioxidantes que protegem as células dos danos causados por radicais livres, os quais se pensa contribuírem para algumas doenças crónicas. Os alimentos ricos em betacarotenos podem diminuir o risco de cancro, embora a suplementação não diminua este risco.
As principais fontes alimentares de vitamina A são fontes de origem animal: ovos, queijo, manteiga, bacalhau ou carne, principalmente fígado. O óleo de fígado de bacalhau é particularmente rico em vitamina A. No entanto, as fontes animais são também ricas em gordura saturada e colesterol. Entre as principais fontes vegetais de vitamina A estão as frutas e legumes amarelos e cor-de-laranja e fontes ricas em betacaroteno, como brócolos, espinafre, pimento, batata-doce, cenoura, abóbora e legumes de folha verde-escura. Quanto mais intensa a cor de uma fruta ou vegetal, maior a quantidade de betacarotenos. Ao contrário das fontes animais, as fontes vegetais são isentas de gordura e colesterol.
A vitamina A está presente nos alimentos em duas principais formas: o retinol e os carotenos. O retinol é a forma de vitamina A que é absorvida ao ingerir alimentos de origem animal, como carne e ovos. Trata-se de uma substância lipossolúvel, presente nos tecidos na forma de éster de retinil. Também pode ser produzida artificialmente na forma de acetato de retinil ou palmitato de retinil e comercializada sob a forma de suplementos alimentares. Em animais herbívoros e omnívoros, vários carotenoides das plantas funcionam como provitamina A: os carotenos alfacaroteno, betacaroteno e gamacaroteno, e a xantofila criptoxantina. Estes animais obtêm o retinol de forma indireta, possuindo na mucosa do intestino a enzima beta-caroteno-15,15´-dioxigenase, que converte betacarotenos em retinol.
A deficiência de vitamina A aumenta o risco de problemas de visão, como cegueira noturna reversível e lesões na córnea não reversíveis, hiperqueratose e pele seca e escamosa. Por outro lado, o consumo excessivo de vitamina A através de suplementos alimentares de pode causar doenças congénitas. Embora o consumo excessivo de betacarotenos não provoque doenças, pode levar a que a pele adquira um tom amarelo ou laranja, embora reversível. A deficiência de vitamina A é a principal causa de cegueira em crianças e estima-se que em todo o mundo afete cerca de um terço das crianças com menos de cinco anos.

### Vitamina B
As vitaminas B são um grupo de vitaminas hidrossolúveis importantes para o metabolismo celular, ajudando o corpo a obter ou criar energia a partir dos alimentos ingeridos e a produzir glóbulos vermelhos. As vitaminas B podem ser obtidas a partir de proteínas animais como o peixe, aves de criação, carne, ovos e lacticínios, e de vários legumes de folhas verdes, feijões, favas e ervilhas. A deficiência em vitaminas B pode causar doenças como a anemia.

#### Vitamina B1
A tiamina, ou vitamina B1, é uma coenzima que atua no catabolismo dos açúcares e dos aminoácidos. Tem como função libertar energia dos hidratos de carbono, estando também envolvida na produção de ADN e ARN e na função nervosa. A sua forma ativa é uma coenzima denominada tiamina pirofosfato, que participa na conversão do piruvato em acetilcoenzima A durante o metabolismo.

#### Vitamina B2
A riboflavina, ou vitamina B2, tem como função libertar energia na cadeia de transporte de electrões, no ciclo do ácido cítrico e no catabolismo dos ácidos gordos.

#### Vitamina B3
A niacina, ou vitamina B3, é composta por duas estruturas: ácido nicotínico e nicotinamida. Existem duas formas coenzimáticas da niacina: o dinucleótido de nicotinamida e adenina (NAD) e o fosfato de dinucleótido de nicotinamida e adenina (NADP). Ambas as formas têm uma função importante nas reações de transferência de energia no metabolismo da glicose, das gorduras e do álcool. O NAD transporta o hidrogénio e respetivos eletrões durante as reações metabólicas. O NAPD é uma coenzima na síntese de lípidos e ácidos nucleicos.

#### Vitamina B5
O ácido pantoténico, ou vitamina B5, está envolvido na oxidação de ácidos gordos e de hidratos de carbono. A coenzima A, que pode ser sintetizada a partir do ácido pantoténico, está envolvida na síntese de aminoácidos, ácidos gordos, corpos cetónicos, colesterol, fosfolípidos, hormonas esteroides, neurotransmissores e anticorpos.

#### Vitamina B6
O termo vitamina B6 designa um grupo de compostos quimicamente semelhantes que podem ser interconversíveis dentro de sistemas biológicos. A forma metabolicamente ativa da vitamina B6 é o fosfato de piridoxal. O fosfato de piridoxal está envolvido em muitos dos aspetos do metabolismo de macronutrientes, síntese de neurotransmissores, síntese da histamina, síntese e função da hemoglobina e na expressão de genes. O fosfato de piridoxal atua como coenzima em mais de 100 reações enzimáticas, entre as quais a descarboxilação, transaminação, racemização, eliminação, substituição e interconversão de grupos funcionais. A piridoxina é uma forma de vitamina B6 comum em frutas, legumes e cereais. É usada como suplemento alimentar no tratamento e prevenção de deficiência de vitamina B6, anemia sideroblástica, epilepsia dependente de piridoxina, algumas doenças metabólicas, problemas derivados da isoniazida e envenenamento por cogumelos.

#### Vitamina B7
A biotina, ou vitamina B7, é essencial para o metabolismo de lípidos, proteínas e hidratos de carbono e uma coenzima fundamental em quatro carboxilases: a acetil-CoA carboxilase, envolvida na síntese de ácidos gordos a partir do acetato; a piruvato CoA carboxilase, envolvida na glicogénese; a betametilcrotonil Coa carboxilase, envolvida no metabolismo da leucina; e a propionil CoA carboxilase, envolvida no metabolismo da energia, aminoácidos e colesterol.

#### Vitamina B9
O ácido fólico, ou vitamina B9, atua como coenzima na forma de ácido tetrahidrofólico (THF). O THF está envolvido no metabolismo dos ácidos nucleicos e dos aminoácidos, e na síntese de nucleótidos de pirimidina, pelo que é fundamental para a correta divisão celular, sobretudo durante a gravidez e infância, que são períodos de rápido crescimento. O THF também auxilia a eritropoiese, o processo de produção de glóbulos vermelhos.

#### Vitamina B12
A vitamina B12 é uma coenzima envolvida no metabolismo de todas as células do corpo, influenciando particularmente a síntese e regulação de ADN. Está envolvida no metabolismo dos hidratos de carbono, proteínas, lípidos, aminoácidos e ácidos gordos. É fundamental para a produção de células sanguíneas na medula óssea, para os neurónios e proteínas.

### Vitamina C

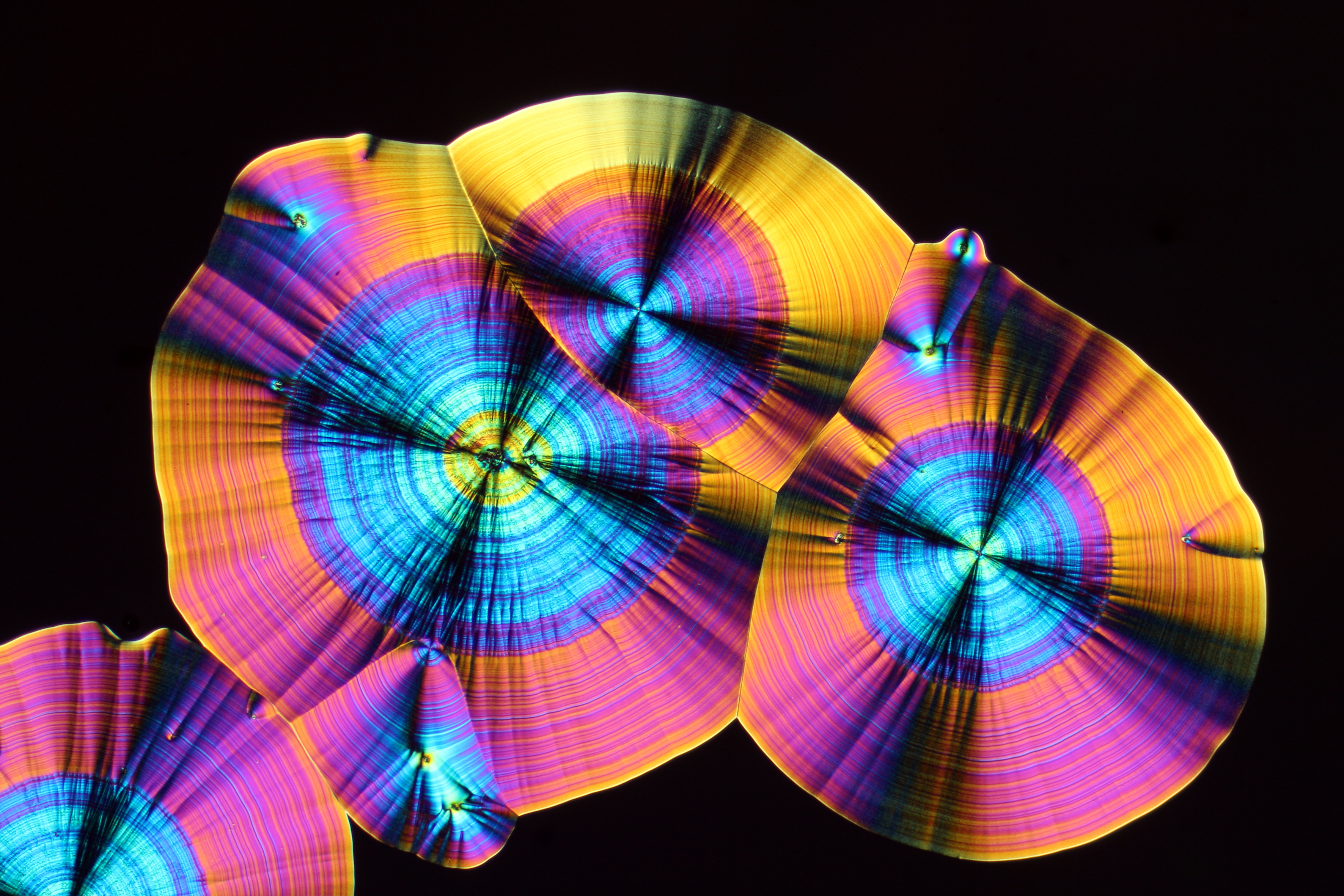
Microcristais de ácido ascórbico, ou vitamina C. A vitamina C é um antioxidante que ajuda a proteger o corpo dos radicais livres.

A vitamina C, ou ácido ascórbico, é uma vitamina hidrossolúvel que atua como antioxidante, ajudando a proteger as células dos danos causados pelos radicais livres. Os radicais livres são compostos químicos que se formam no corpo durante a conversão dos alimentos em energia, ou com origem no fumo de tabaco, poluição do ar e radiação ultravioleta do sol. O corpo necessita de vitamina C para produzir colagénio, uma proteína fundamental na reparação dos tecidos do corpo. A vitamina C melhora a absorção de ferro a partir de fontes alimentares de origem vegetal e ajuda o sistema imunitário a proteger o corpo de doenças. A vitamina C está presente nas células imunitárias em elevadas concentrações e é consumida rapidamente durante infecções.
A fruta e os legumes são as principais fontes de vitamina C. São geralmente os alimentos citrinos, como a laranja ou a toranja, Limão e os respetivos sumos, os quivis, legumes, como os brócolos, morangos, tomates, pimentos e batatas cozinhadas. Os Alimentos com maiores concentrações de Vitamina C são o Kakadu plum[carece de fontes?] Fruta Australiana e o Camu-Camu[carece de fontes?] Fruta Brasileira Amazônica.
Alguns alimentos e bebidas são fortificados com vitamina C. A quantidade de vitamina C nos alimentos pode diminuir quando são cozinhados ou quando são conservados durante muito tempo. Esta diminuição é menor quando são cozinhados a vapor ou no microondas. No entanto, a maioria da fruta rica em vitamina C é geralmente consumida crua.
Embora a maior parte das pessoas satisfaça as necessidades de vitamina C com uma dieta equilibrada, alguns grupos apresentam um risco acrescido de insuficiência de vitamina C, como é o caso dos fumadores, bebés que são alimentados com leite de vaca fervido, pessoas com dietas pouco variadas e pessoas com determinadas condições médicas, como má absorção grave, alguns tipos de cancro e doenças renais que requerem hemodiálise. O consumo insuficiente de vitamina C (<10 mg/dia) causa escorbuto, cujos sintomas incluem fadiga, inflamação das gengivas, manchas vermelhas ou roxas na pele, dores nas articulações, encaracolamento do cabelo e problemas de cicatrização. Os suplementos de vitamina C são usados no tratamento do escorbuto. Não há evidências que apoiem o seu uso na população em geral para prevenir constipações. Não há evidências sólidas de que a suplementação com vitamina C diminua o risco de cancro em pessoas saudáveis ou em grupos de risco. A vitamina C é geralmente bem tolerada pelo organismo e a sua ingestão em doses normais é segura durante a gravidez. A ingestão de quantidades excessivas pode causar indigestão, dores de cabeça, perturbações do sono e rubor da pele.
O termo vitamina C descreve vários vitâmeros com atividade de vitamina C em animais, incluindo o ácido ascórbico e respetivos sais, assim como algumas formas oxidadas da molécula, como o ácido dehidroascórbico. A vitamina C é um cofator em pelo menos oito reações enzimáticas, entre as quais várias reações de síntese do colagénio, cuja insuficiência é a causado escorbuto. Nos animais, incluindo o ser humano, estas reações são de particular importância na cicatrização de feridas e na contenção de hemorragias. O ascorbato também atua como antioxidante, protegendo o corpo do stress oxidativo. O papel biológico do ascorbato é atuar como agente de redução, doando eletrões a várias reações enzimáticas e não enzimáticas.

### Vitamina D

Existem muito poucas fontes alimentares de vitamina D. A principal fonte natural é o colecalciferol (vitamina D_{3}) produzido pela pele quando exposta à luz do sol.

A vitamina D é fundamental para manter ossos fortes e saudáveis, ajudando o corpo a absorver o cálcio e outros minerais a partir dos alimentos. As pessoas com deficiência de vitamina D apresentam um risco acrescido de desenvolver problemas na mineralização dos ossos, como o raquitismo em crianças ou osteomalacia em adultos. A vitamina D é também importante para o correto funcionamento dos músculos, dos nervos, do sistema imunitário, e previne o aparecimento de osteoporose.
Existem muito poucas fontes alimentares de vitamina D. A principal fonte natural de vitamina D é a produção de colecalciferol pela pele. Esta produção é ativada pela exposição da pele à radiação solar. As melhores fontes alimentares de vitamina D são os peixes gordos, como o salmão, atum e carapau. O fígado, o queijo e a gema de ovo proporcionam quantidades pequenas. Muitas marcas acrescentam vitamina D aos cereais de pequeno almoço e algumas acrescentam ao sumo de laranja, iogurtes, margarina e bebidas de soja.
O corpo produz vitamina D quando a pele é exposta à luz do sol direta. A exposição em espaços interiores ou através de uma janela não produz vitamina D. No entanto, a excessiva exposição solar da pele aumenta o risco de cancro da pele. A exposição solar insuficiente pode ser compensada com boas fontes alimentares de vitamina D ou com suplementos de vitamina D. Os suplementos de vitamina D são usados na prevenção de osteomalacia e raquitismo. Fora destas doenças, as evidências de benefícios da suplementação de vitamina D são inconsistentes. Quando consumida em doses excessivas, a vitamina D pode ser tóxica e causar hipervitaminose D.
A vitamina D é um grupo de secosteroides lipossolúveis cuja função é aumentar a absorção pelo intestino de cálcio, ferro, magnésio, fosfato e zinco. Nos seres humanos, os compostos mais importantes deste grupo são a vitamina D3 (colecalciferol) e a vitamina D2 (ergocalciferol). O colecalciferol (vitamina D3) é convertido no fígado em calcifediol. O ergocalciferol é convertido no fígado em 25-Hidroxiergocalciferol. Parte do calciferol é convertido nos rins em calcitriol, a forma biologicamente ativa de vitamina D. O calcitriol circula no sangue, regulando a concentração de cálcio e de fosfato na corrente sanguínea e promovendo o crescimento e rejuvenescimento dos ossos. O calcitriol influencia também as funções imunitárias e neuromusculares.

### Vitamina E

O alfa-tocoferol é a forma mais ativa de vitamina E, um antioxidante que fortalece o sistema imunitário e impede a formação de coágulos sanguíneos.

A vitamina E é um antioxidante que protege as células dos danos causados pelos radicais livres, fortalece o sistema imunitário, alarga os vasos sanguíneos e impede a formação de coágulos. As células do corpo usam vitamina E para interagir entre si e para desempenhar várias funções importantes. Os alimentos mais ricos em vitamina E são os óleos vegetais como o óleo de girassol ou o óleo de gérmen de trigo ou óleo de cártamo; frutos secos, como amendoins, avelãs e amêndoas; e sementes, como as sementes de girassol. O óleo de milho, óleo de soja e legumes verdes como os espinafres e os brócolos também contêm alguma vitamina E. Muitas empresas acrescentam vitamina E a alguns alimentos, como os cereais de pequeno almoço, sumos de fruta ou margarinas.
A deficiência de vitamina E pode causar doenças neuromusculares, como ataxia espinocerebelar e miopatia, problemas neurológicos, anemia, retinopatia e diminuição da resposta imunitária. A suplementação de vitamina E não só não demonstra benefícios significativos em pessoas saudáveis como aparenta ser prejudicial. A suplementação também não melhora o controlo da glicose em diabéticos, não diminui o risco de AVC, nem oferece benefícios durante a gravidez, aumentando o risco de dores e ruptura prematura de membranas durante o parto. A maior parte dos estudos conclui que a suplementação de vitamina E não diminui o risco de cancro, e que a suplementação diária pode inclusive aumentar o risco de cancro da próstata. A vitamina E também não diminui o risco de cataratas nem a sua progressão. Existem também poucas evidências de que os suplementos de vitamina E possam prevenir ou diminuir a demência ou Alzheimer em pessoas idosas.
A vitamina E é um grupo de compostos químicos que incluem os tocoferois e os tocotrienois. A vitamina E está disponível em várias formas. A mais comum é o gama-tocoferol. A segunda forma mais comum, e também a mais ativa biologicamente, é o alfa-tocoferol. Trata-se de um antioxidante lipossolúvel que interrompe a propagação das espécies reactivas de oxigénio,

## Efeitos na saúde
A maior parte das vitaminas são obtidas através da alimentação. No entanto, algumas são obtidas de outras formas; por exemplo, a flora intestinal produz vitamina K e biotina, enquanto que a vitamina D é sintetizada pela pele com a ajuda da radiação ultravioleta da luz do sol. Os seres humanos conseguem produzir algumas vitaminas a partir dos precursores que consomem; por exemplo, a vitamina A é produzida a partir do betacaroteno e da niacina do aminoácido triptófano. Mesmo após o crescimento e desenvolvimento do organismo estarem completos, as vitaminas continuam a ser nutrientes essenciais para a manutenção saudável das células, tecidos e órgãos. Permitem também que as formas de vida multicelular usem de forma eficiente a energia química disponível nos alimentos que consomem e ajudam a processar as proteínas, hidratos de carbono e lípidos necessários.
A vitamina A protege o revestimento superficial dos olhos, dos aparelhos respiratório e urinário e do trato intestinal e ajuda a manter a função de barreira da pele e das membranas mucosas. A deficiência em vitamina A pode fazer com que os revestimentos cedam, permitindo às bactérias entrarem no corpo e provocarem infeções. A vitamina B6 é essencial para a produção de hemoglobina, o componente dos glóbulos vermelhos que transporta o oxigénio para os tecidos e, tal como a maior parte das vitaminas, é importante para o funcionamento do sistema imunitário. A vitamina B12 é essencial para manter o funcionamento adequado do sistema nervoso. A vitamina E é um poderoso antioxidante (um químico que neutraliza os radicais livres) que tem mostrado ser de particular importância para a saúde. A acumulação de radicais livres pode provocar danos nas células e nos tecidos, aumentando o risco de doenças. Alguns estudos demonstraram que uma dieta rica em fruta e vegetais pode diminuir a incidência de algumas doenças, incluindo doenças cardiovasculares e alguns cancros.

### Deficiências vitamínicas
De forma a evitar a deficiência vitamínica, os seres humanos necessitam de consumir vitaminas periodicamente, mas em diferentes intervalos de tempo. As reservas das diferentes vitaminas no corpo humano variam significativamente. O corpo humano armazena as vitaminas A, D e B12 em quantidade significativa, principalmente no fígado, pelo que a dieta de um humano adulto pode ser deficiente em vitamina A e D por vários meses e, no caso da B12, por vários anos, antes de desenvolver uma condição de deficiência vitamínica. No entanto, a vitamina B3 (niacina e niacinamida) não é armazenada pelo corpo em quantidade significativa, pelo que as reservas podem durar apenas um par de semanas. No caso da ausência completa de vitamina C, o aparecimento dos primeiros sinais de escorbuto varia entre um e seis meses, dependendo do historial de dieta.
As deficiências de vitaminas são classificadas em primárias ou secundárias. Uma deficiência primária ocorre quando um organismo não obtém a quantidade necessária de determinada vitamina através dos alimentos. Uma deficiência secundária pode dever-se a uma condição de saúde que impede ou limita a absorção ou uso da vitamina devido a fatores como o tabagismo, consumo excessivo de bebidas alcoólicas ou uso de medicamentos que interferem com a absorção e uso das vitaminas. É pouco provável que as pessoas que consumam uma dieta completa e variada desenvolvam uma deficiência vitamínica grave. Por outro lado, as dietas restritivas têm o potencial de causar deficiências vitamínicas prolongadas. Entre as doenças por deficiência de vitaminas mais comuns estão o beribéri (tiamina), pelagra (niacina), escorbuto (vitamina C) e o raquitismo (vitamina D). Em países desenvolvidos estas deficiências são raras, devido não só ao fornecimento adequado de alimentos, como também pelo acréscimo de vitaminas e sais minerais aos alimentos comuns, ou enriquecimento alimentar.

### Hipervitaminose
Em doses excessivas, algumas vitaminas apresentam efeitos adversos que tendem a ser mais graves quanto maior for a dose. A probabilidade de consumir quantidades excessivas de vitaminas apenas a partir dos alimentos é remota. No entanto, pode ocorrer envenenamento por vitaminas a partir de suplementos vitamínicos. Em doses suficientemente elevadas, algumas vitaminas causam efeitos adversos como náuseas, vómitos e diarreia.

### Suplementos

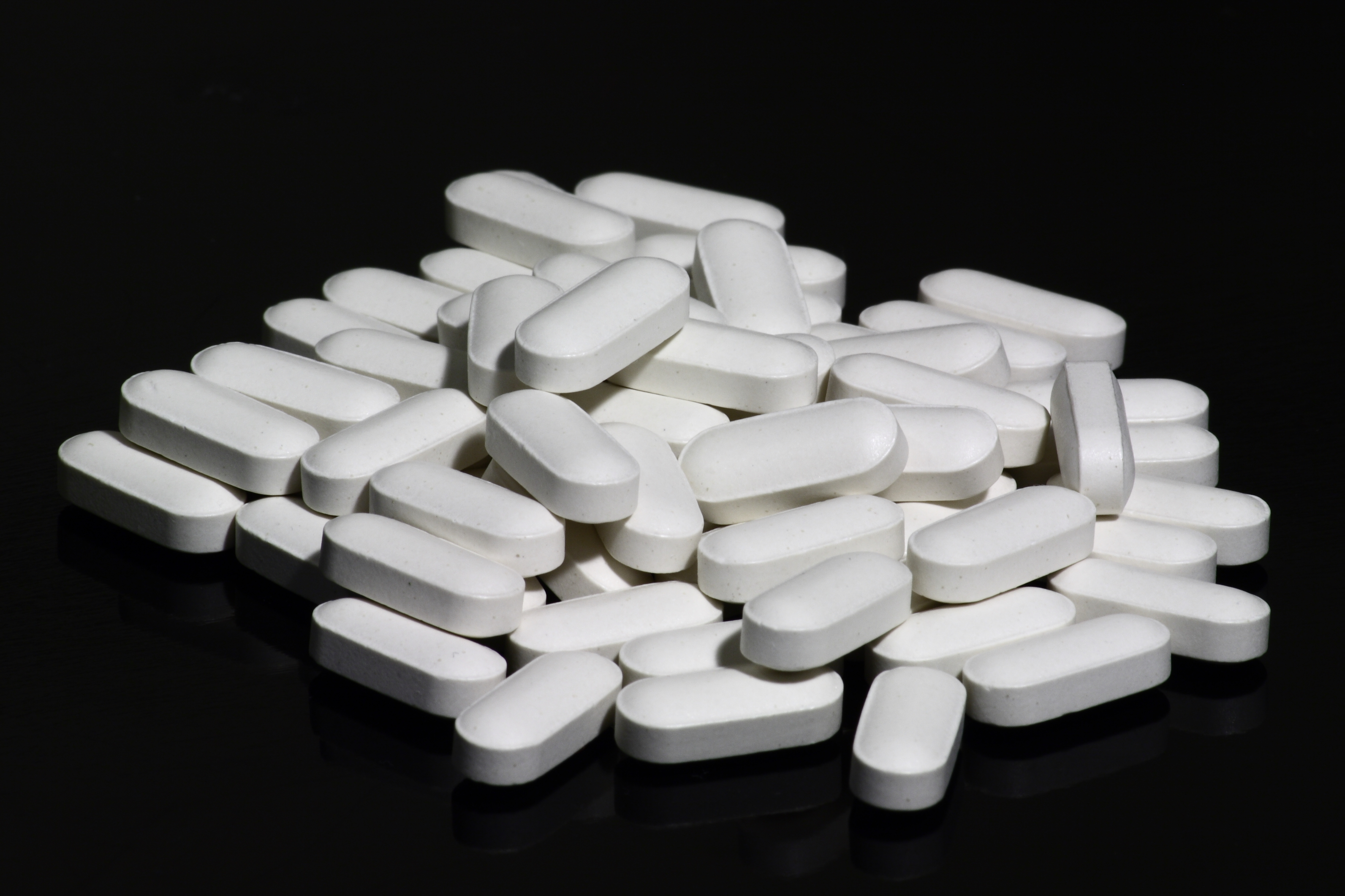
Suplementos de cálcio com vitamina D, feitos a partir de carbonato de cálcio, maltodextrina, óleo mineral, hipromelose, glicerina, colecalciferol, polietilenoglicol e cera de carnaúba.

As evidências científicas só apoiam o benefício dos suplementos alimentares em pessoas com determinadas condições de saúde. Em pessoas de outra forma saudáveis, existem poucas evidências de que os suplementos vitamínicos tenham qualquer benefício no que diz respeito ao cancro ou a doenças cardiovasculares. Em alguns casos, os suplementos vitamínicos podem inclusive apresentar efeitos adversos, em particular se forem tomados antes de uma cirurgia, em conjunto com outros suplementos ou medicamentos, ou se a pessoa apresenta determinadas condições de saúde.
A maior parte dos suplementos alimentares contém vitaminas, mas podem também incluir outros ingredientes, como sais minerais ou ervas medicinais. Podem também conter quantidades de vitaminas muitas vezes superiores, e em diferentes formas, daquelas que são ingeridas através dos alimentos. Os suplementos de vitamina A e E não só não têm qualquer benefício em indivíduos saudáveis, como também podem aumentar a mortalidade, embora os dois principais estudos que apoiam esta conclusão tenham incluído fumadores, para os quais os suplementos que contêm betacaroteno podem ser prejudiciais. Outras evidências sugerem que a toxicidade da vitamina E está limitada a apenas uma forma específica quando consumida em excesso.

### Regulamentação
A maior parte dos países classifica os suplementos alimentares numa categoria especial de alimentos, e não fármacos. Isto faz com que o fabricante, e não o estado, seja o responsável por assegurar que os suplementos dietéticos são seguros antes de serem comercializados. A regulamentação dos suplementos varia significativamente entre os países. A União Europeia tem legislação que define os limites seguros das doses de vitaminas e sais minerais para o uso como suplementos alimentares. A Diretiva Sobre Suplementos Alimentares determina que só os suplementos cuja segurança tenha sido comprovada é que podem ser vendidos ao público sem receita médica. A maior parte das vitaminas vendida como suplemento não pode exceder uma dose diária máxima, pelo que quaisquer produtos acima deste limite não são considerados suplementos e devem estar registados como fármacos devido aos seus potenciais efeitos adversos. A dose máxima diária de determinado suplemento geralmente não pode exceder os 300% da dose diária recomendada e, para a vitamina A, o valor é inferior (200%).

## História
A importância de ingerir determinados alimentos para manter a saúde era já valorizada muito antes das vitaminas serem identificadas. Os antigos egípcios sabiam que alimentar uma pessoa com fígado ajudava a curar a cegueira noturna, uma doença que hoje se sabe ser causada pela deficiência em vitamina A. O progresso nas grandes viagens de exploração durante o Renascimento provocou longos períodos sem acesso a fruta e vegetais frescos, tornando comuns entre os marinheiros as doenças por deficiência vitamínica. Em 1747, o cirurgião escocês James Lind descobriu que os citrinos ajudavam a prevenir o escorbuto, uma doença particularmente mortal na qual o colagénio não é corretamente formado, o que causa a diminuição da capacidade de cicatrização, hemorragia das gengivas, dores fortes e morte. Em 1753, Lind publicou o Tratado sobre o Escorbuto, que recomendava o consumo de limões e limas para prevenir a doença, o que foi adotado pela Marinha Real Britânica. No entanto, esta descoberta não era amplamente aceite nas expedições ao Ártico do século XIX, nas quais se acreditava que o escorbuto podia ser prevenido com boas práticas de higiene, exercício regular e por manter a moral da tripulação, e não por uma dieta de comida fresca. Muitas destas expedições continuaram a ser assoladas pelo escorbuto e outras doenças por desnutrição. No início do século XX, a teoria dominante era a de que o escorbuto era causado por comida de lata contaminada.
Durante os finais do século XIX e início do século XX, os estudos de privação permitiram aos cientistas isolar e identificar uma série de vitaminas. Os lípidos do óleo de peixe eram usados para curar o raquitismo em ratos, sendo o nutriente lipossolúvel denominado "antirraquítico A". Assim, a primeira bioatividade vitamínica a ser isolada, que curava o raquitismo, foi inicialmente denominada "vitamina A". No entanto, este composto é agora denominado vitamina D. Em 1881, o cirurgião russo Nikolai Lunin estudou o efeito do escorbuto, alimentando ratos com uma mistura artificial de constituintes separados do leite (proteínas, lípidos, hidratos de carbono e sais minerais). Os ratos que receberam apenas os constituintes individuais morreram, enquanto que os ratos alimentados com o próprio leite se desenvolveram normalmente. Lunin concluiu que um alimento natural, como o leite, deve conter, para além dos nutrientes conhecidos, pequenas quantidades de substâncias desconhecidas que são essenciais para a vida.
Em 1884, Takaki Kanehiro, um médico da Marinha Imperial Japonesa treinado em Inglaterra, observou que o beribéri, uma doença causada pela deficiência de vitamina B1, era comum entre a tripulação de baixa patente que comia maioritariamente arroz, mas não entre os oficiais que comiam uma dieta ao estilo ocidental. Com o apoio da marinha, alimentou a tripulação de um barco apenas com arroz e a de outro com uma dieta de carne, peixe, cevada e feijão. O primeiro grupo apresentou 161 casos da doença e 25 mortes, enquanto o segundo apresentou apenas 14 casos e nenhuma morte. Apesar de ter descoberto que a doença tinha causa dietética, Kanehiro estava convencido que as proteínas eram a razão. A causa dietética das doenças foi investigada por Christiaan Eijkman, que em 1897 descobriu que alimentar as galinhas com arroz integral, em vez de arroz branco, ajudava a prevenir o beribéri nas galinhas. No ano seguinte Frederick Hopkins postulou que alguns alimentos continham "fatores acessórios" (para além das proteínas, hidratos de carbono, lípidos, etc.) que eram essenciais para o corpo humano. Posteriormente, Hopkins e Eijkman foram galardoados com o Prémio Nobel de Medicina em 1929 pela descoberta de várias vitaminas.
Em 1910 foi isolado o primeiro complexo vitamínico pelo cientista japonês Umetaro Suzuki, que conseguiu extrair um complexo de nutrientes hidrossolúveis a partir do farelo do arroz, o qual denominou ácido abérico (posteriormente "orizanina"). O artigo foi publicado num jornal japonês, mas quando foi traduzido para alemão, a tradução não mencionou que se tratava de um nutriente recém-descoberto, pelo que atraiu pouca atenção. Em 1912, o bioquímico polaco Casimir Funk isolou o mesmo complexo de micronutrientes e propôs que esse complexo fosse denominado "vitamina", uma contração de "vital" e "amina". O nome rapidamente se tornou sinónimo dos "fatores acessórios" de Hopkins e, mesmo depois de se ter demonstrado que nem todas as vitaminas eram aminas, o termo já era omnipresente. Os cientistas alemães que isolaram, descreveram e deram o nome à vitamina K fizeram-no porque a vitamina está estritamente relacionada com a coagulação do sangue durante o processo de cicatrização – em língua alemã koagulation.
Em 1930, Paul Karrer determinou a estrutura correta do betacaroteno, o principal prcursor da vitamina A, e identificou outros carotenoides. Karrer e Norman Haworth confirmaram a descoberta do ácido ascórbico de Szent-Györgyi's e fizeram contribuições importantes para a química das flavinas, que permitiu a identificação da lactoflavina. Em 1931, Albert Szent-Györgyi e Joseph Svirbely suspeitaram que o "ácido hexurónico" era na realidade a vitamina C e entregaram uma amostra a Charles Glen King, que demonstrou a sua atividade antiescorbuto. Em 1937 foi-lhes atribuído o Prémio Nobel de Química. Em 1943, foi atribuído a Edward Adelbert Doisy e Henrik Dam o Prémio Nobel de Medicina pela descoberta da vitamina K e da sua estrutura química. Em 1967, o mesmo prémio foi atribuído a George Wald, Ragnar Granit e Haldan Keffer Hartline pela descoberta de que a vitamina A participava diretamente nos processos fisiológicos.
| Ano de descoberta | Vitamina                        | Fonte alimentar                                       |
| ----------------- | ------------------------------- | ----------------------------------------------------- |
| 1913              | Vitamina A (Retinol)            | Óleo de fígado de bacalhau                            |
| 1910              | Vitamina B1 (Tiamina)           | Farelo                                                |
| 1920              | Vitamina C (Ácido ascórbico)    | Citrus, maior parte dos alimentos frescos             |
| 1920              | Vitamina D (Calciferol)         | Óleo de fígado de bacalhau                            |
| 1920              | Vitamina B2 (Riboflavina)       | Carne, laticínios, ovos                               |
| 1922              | (Vitamina E) (Tocoferol)        | Óleo de gérmen de trigo, óleos vegetais não refinados |
| 1926              | Vitamina B12 (Cobalaminas)      | Fígado, ovos, produtos animais                        |
| 1929              | Vitamina K1 (Filoquinona)       | Hortícolas folhosas                                   |
| 1931              | Vitamina B5 (Ácido pantoténico) | Carne, cereais integrais                              |
| 1931              | Vitamina B7 (Biotina)           | Carne, laticínios, ovos                               |
| 1934              | Vitamina B6 (Piridoxina)        | Carne, laticínios                                     |
| 1936              | Vitamina B3 (Niacina)           | Carne, cereais                                        |
| 1941              | Vitamina B9 (Ácido fólico)      | Hortícolas folhosas                                   |

### Nomenclatura
A razão pela qual as vitaminas saltam diretamente da E para a K é porque as vitaminas F a J foram reclassificadas ao longo do tempo, descartadas em função de falsos indícios ou renomeadas devido à sua relação com a vitamina B, que entretanto de tornou um complexo de vitaminas. Também existem uma série de vitaminas B em falta que foram reclassificadas ou que se determinou não serem vitaminas. Por exemplo, a vitamina B9 é o ácido fólico, dos quais cinco folatos estavam classificados de B11 a B16. Estas formas ou não eram nutrientes essenciais, ou não tinham atividade biológica, ou eram tóxicas ou não tinham efeitos assinaláveis em seres humanos. Alguns números elevados, como as alegadas vitaminas B21 and B22 não são reconhecidas como vitaminas pela ciência, e só são denominadas assim por alguns praticantes de medicina natural. Existem também outras vitaminas D que são reconhecidas como outras substâncias, mas que algumas fontes do mesmo tipo numeram até D7. A tabela em baixo lista os químicos anteriormente classificados como vitaminas e os anteriores nomes das vitaminas que vieram a fazer parte do complexo B.
| Nome anterior | Nome químico             | Motivo de alteração                                                        |
| ------------- | ------------------------ | -------------------------------------------------------------------------- |
| Vitamina B4   | Adenina                  | Metabólito ADN; sintetizado pelo corpo                                     |
| Vitamina B8   | Ácido adenílico          | Metabólito ADN; sintetizado pelo corpo                                     |
| Vitamina F    | Ácidos gordos essenciais | Necessário em grandes quantidades; não se encaixa na definição de vitamina |
| Vitamina G    | Riboflavina              | Reclassificada como Vitamina B2                                            |
| Vitamina H    | Biotina                  | Reclassificada como Vitamina B7                                            |
| Vitamina J    | Catecol, Flavina         | Catecol não é essencial; flavina reclassificada como Vitamina B2           |
| Vitamina L1   | Ácido antranílico        | Não essencial                                                              |
| Vitamina L2   | Adeniltiometilpentosa    | Metabólito ARN; sintetizada no corpo                                       |
| Vitamina M    | Ácido fólico             | Reclassificada como Vitamina B9                                            |
| Vitamina O    | Carnitina                | Sintetizada pelo corpo                                                     |
| Vitamina P    | Flavonoides              | Já não é classificada como vitamina                                        |
| Vitamina PP   | Niacina                  | Reclassificada como Vitamina B3                                            |
| Vitamina S    | Ácido salicílico         | Proposta a inclusão do salicilato como micronutriente essencial            |
| Vitamina U    | S-metilmetionina         | Metabólito proteico; sintetizado pelo corpo                                |